# Cantó d'Ugine
El cantó d'Ugine és un cantó francès del departament de la Savoia, situat al districte d'Albertville. Té 8 municipis i el cap és Ugine.

## Municipis
- Cohennoz
- Crest-Voland
- Flumet
- La Giettaz
- Marthod
- Notre-Dame-de-Bellecombe
- Saint-Nicolas-la-Chapelle
- Ugine

## Història
| Data d'wlecció                            | Identitat          | Partit                     | Qualitat                                                              |
| ----------------------------------------- | ------------------ | -------------------------- | --------------------------------------------------------------------- |
| Les dades anteriors no són pas conegudes. |                    |                            |                                                                       |
| 1919-1940                                 | André Pringolliet  | USR                        | Diputat (1932-1940) Alcalde d'Ugine (1908-1959)                       |
| 1945-1964                                 | Jules Bianco       | Rad.                       | Alcalde d'Ugine (1959-1971) President del Consell General (1956-1964) |
| 1964-1989                                 | Jean-Marie Meunier | CIR després PS després DVG | Alcalde d'Ugine (1971-1989)                                           |
| 1989-en curs                              | Franck Lombard     | DVD                        | Alcalde d'Ugine des de 1995 Vicepresident del Consell General         |

## Demografia
| 1882                                            | 1926 | 1962 | 1968 | 1975 | 1982   | 1990   | 1999   | 2008   |
| ?                                               | ?    | ?    | ?    | ?    | 11.023 | 11.198 | 10.980 | 11.171 |
| ----------------------------------------------- | ---- | ---- | ---- | ---- | ------ | ------ | ------ | ------ |
| A partir de 1990: Població sense dobles comptes |      |      |      |      |        |        |        |        |